# Prince of Persia (videogioco 2008)
Prince of Persia (chiamato anche Prince of Persia: Prodigy) è il settimo capitolo della serie di videogiochi Prince of Persia. Prodotto da Ubisoft e presentato agli UbiDays 08 a Parigi, il gioco è stato pubblicato per Xbox 360, PlayStation 3 e Microsoft Windows a partire dal 4 dicembre 2008. Di Prince of Persia è stato sviluppato anche il seguito, Prince of Persia: Epilogue (un DLC uscito il 5 marzo 2009 e scaricabile solo dal PlayStation Network e da Xbox Live), seguito a sua volta, per Nintendo DS, da The Fallen King.

## Trama
La trama del nuovo Prince of Persia è completamente distaccata da quella della trilogia de Le sabbie del tempo; perfino il principe perde le doti "regali", e ora più che un nobile assomiglia a un vagabondo, un razziatore di tombe, anche se i costosi mantelli che possiede fanno capire che si tratta comunque di una persona d'alto lignaggio.
Sperduto nel deserto alla ricerca della sua asina Farah (che non ha nulla a che vedere con la compagna del principe dei vecchi episodi, anche se il riferimento a essa è evidente), il protagonista si imbatte in Elika, la principessa del regno in cui si svolge la vicenda, e insieme raggiungono il tempio in cui è custodito l'Albero della Vita, la prigione magica del dio delle tenebre Ahriman. Per un motivo che si scoprirà durante il gioco, il padre di Elika libera Ahriman, disperdendo la Corruzione, un liquido nerastro che porta devastazione e morte nei luoghi in cui si diffonde, e liberando i servi del dio. Il protagonista dovrà dunque "risanare" i Suoli Fertili infettati dalla Corruzione, usando la magia che si scopre possedere Elika, e imprigionare Ahriman.

## Modalità di gioco
Nonostante il protagonista riprenda vagamente le sembianze di quello originale, questo gioco non ha alcun legame con i titoli della trilogia delle Sabbie del Tempo: ha una storia maggiormente basata sulla mitologia persiana, in particolare sulla lotta tra Ahriman (il male) e Ormazd (il bene). Il gioco possiede uno stile grafico in cel-shading, molto differente dagli altri capitoli: le ambientazioni sono colorate e luminose, meno realistiche e più simile a pitture.
Anche il gameplay è stato rivisto: il gioco è principalmente un platform, con un sistema di trasversalità tramite il quale è possibile attraversare il mondo di gioco in tutte le direzioni. Il Principe salta, corre sui muri e sui soffitti e più in là sarà in grado di usare i poteri di Elika per compiere doppi salti o smaterializzarsi. Il sistema di combattimento, reso meno acrobatico, privilegia gli scontri contro singoli nemici e non i combattimenti di massa come avveniva precedentemente. Caratteristica singolare del gioco è la mancanza di game over: se il Principe viene sopraffatto dai nemici o se cade nel vuoto, non muore ma viene salvato da Elika, che lo condurrà a un checkpoint precedente.

## Aree
La mappa rappresenta il regno degli Ahura e si suddivide in quattro aree principali, escluso il tempio della luce. Le quattro aree a loro volta sono divise in 4 zone con il dominio del corrotto sigillato da un cancello aperto solo quando risanate le quattro aree circostanti del dominio. Il giocatore è libero di affrontare le aree nell'ordine che preferisce.
- La roccaforte: era un tempo una fortezza militare dove si tenevano in tempi antichi parate militari, cerimonie, mercati; qui si addestravano i soldati degli Ahura, ora è un complesso in rovina in quanto è stata abbandonata dagli Ahura nel tempo. Il cacciatore prenderà possesso di questa zona.
- La valle: è una delle poche aree verdi nel deserto dove c'era l'acqua che serviva alla popolazione degli Ahura, trasportata usando un sistema di tubi che andava nella città. Qui si trovava anche il cantiere dove venivano assemblati dispositivi meccanici e l'osservatorio. Venne preso dall'alchimista durante la guerra contro Ahriman, e dove poi l'Alchimista tornerà dopo essere stato liberato.
- Il Palazzo:  il Palazzo reale è l'unica area del regno che non è in rovina ed era ancora abitato, qui si trovavano le residenze del Re degli Ahura e della sua famiglia, nonché ospitavano corti e visitatori da altri regni. La concubina prende il possesso di queste aree dopo essere stata liberata.
- La città della Luce:  la città degli Ahura dove viveva il popolo di Elika, questa zona presenta diverse torri, tra cui quella di Ahriman e di Ormazd. Il guerriero domina su questi territori.

## Personaggi
Il Principe
Il Principe è un vagabondo, nato in una famiglia qualunque; un uomo senza un titolo, senza uno scopo nella vita se non la sua costante ricerca di tesori. Principe solo nel nome, si getta di avventura in avventura alla ricerca di fortuna. Quand'era solo un ragazzo, la sua famiglia rimase uccisa durante un conflitto per difendere una città, lasciandolo alle cure di uno zio dicendogli che sarebbero venuti a prenderlo una volta finita, ma non vennero mai, crescendo con lo zio. Da allora, non ha più stretto alcun rapporto umano. Per lui, il passato non esiste e il futuro non ha importanza. Tutto ciò che importa è il presente: l'emozione del momento attuale, il prossimo battito del cuore, il prossimo balzo in sfida alla morte. Benché le sue avventure lo abbiano portato in antichi mondi e gli abbiano fatto incontrare briganti, sovrani folli e fantastiche creature, ogni volta il fato lo ha privato di tutti i suoi tesori, lasciandolo solo con un pugno di storie. Ha un senso dell'umorismo sarcastico e spensierato, che mantiene anche quando viene coperto dall'alchimista di corruzione e in pericolo di morte. È noncurante degli dei, oscurità e luce credendoli, almeno fino al suo incontro con Elika, solo storia.
Viaggiando con Elika, il principe si scopre di far ciò che lui aveva giurato di non fare, combattere per qualcun altro e non vuole ammettere la sua buona natura che lo spinge a combattere per il bene. Rimane tuttavia innamorato della ragazza.
Il principe indossa un mantello, una giacca rotta con due guanti della quale uno è metallico e pieno di artigli, che usa per rallentare le sue cadute o lanciare gli avversari in aria, due sciarpe blu e rosse, trovate in una tomba e armato di una lunga spada.
Elika
Principessa del regno degli Ahura, Elika ha vissuto in una terra priva di qualsiasi contatto con il mondo esterno, sentendo solo di esso dai mercanti che sostavano nel regno. Per generazioni, gli Ahura hanno vegliato sull'Albero della Vita per impedire ad Ahriman di liberarsi e tornare a flagellare ancora una volta l'universo. Cresciuta tra le leggende e gravata da un antico dovere, Elika non ha mai vissuto tra gli sfarzi che si addicono a una principessa. Dopo che sua madre morì e suo padre, il re, si rinchiuse nel proprio dolore, su di lei ricadde il compito di occuparsi del suo popolo. Pratica e intelligente, Elika ha votato la propria vita al dovere. Tuttavia non ha mai smesso di sognare: semplicemente nessuno le ha mai mostrato cosa ci sia al di là dei confini della sua terra, che esiste qualcos'altro oltre al dovere.

## Accoglienza
| Recensore                                                        | Voto      |
| ---------------------------------------------------------------- | --------- |
| 1UP                                                              | B+        |
| SpazioGames.it                                                   | 9 su 10   |
| EuroGamer.it Archiviato il 12 dicembre 2008 in Internet Archive. | 9 su 10   |
| IGN                                                              | 9.4 su 10 |
| GameSpot                                                         | 8 su 10   |
| Multiplayer.it                                                   | 9 su 10   |

Il gioco ha avuto un notevole successo di pubblico e critica, sia per popolarità dei precedenti episodi (seppure sia completamente indipendente), sia per il gameplay, preservato nelle caratteristiche più spettacolari che hanno reso la serie di Prince of Persia tanto celebre. Sebbene la nuova grafica basata sull'uso del cel shading sia stata apprezzata, uno dei punti dolenti del titolo prodotto da Ubisoft è la completa (e forse eccessiva) revisione delle caratteristiche stilistiche, somatiche e comportamentali di tutti i personaggi rispetto allo stile della vecchia trilogia.
La rivista Play Generation lo classificò come il sesto miglior gioco a piattaforme del 2008.

## Prince of Persia Epilogue
Prince of Persia Epilogue è un episodio espansivo che comincia dalla fine del gioco base. È scaricabile da Xbox Live e PlayStation Network.

### Trama
Il Principe porta Elika in un luogo sotterraneo, per sfuggire alla ferocia di Ahriman e salvare entrambi. Elika, appena si sveglierà, inizierà a scappare anche dal Principe, ma, non appena il Principe la raggiunge, gli rinfaccerà il fatto che averla salvata ha causato solo altri problemi e che per il tempio, ormai distrutto, nulla più si può fare. Lui si giustificherà sostenendo che il desiderio di Ahriman era che la ragazza morisse: con lei in vita il Principe sperava di sconfiggere il dio una volta per tutte. Insieme, i due protagonisti affronteranno di nuovo il Re Dolente, e altre creature di Ahriman il quale, ancora troppo debole, genera solo forme a lui note come il Cacciatore e il Guerriero. Lungo il percorso i due ritrovano altre lastre dei poteri di Ormazd, che sarebbero dovute essere spente per via della distruzione del tempio che le alimentava, e misteriosamente queste funzionano: per il Principe è il potere di Elika, cresciuto al punto da alimentare le lastre senza bisogno del tempio, la principessa invece ritiene che ci sia un tempio nascosto in quei sotterranei, antico e dimenticato in grado di alimentare le lastre. Nel tentativo di trovare una via di fuga e sfuggendo alle promesse e alle minacce di Ahriman, i due capiranno di trovarsi all'interno di una tomba, l'ultimo giaciglio del re che per ultimo sfidò il dio oscuro. Alla fine i due si troveranno ad affrontare ancora una volta il Re Dolente e lo sconfiggeranno inchiodandolo alle macerie di un trono, ma i poteri di Elika non riusciranno a purificare il proprio padre, come è stato per i quattro corrotti nel capitolo precedente, segno che il potere di Ahriman si rafforza. Giunti fuori dal sotterraneo per sfuggire in una nuova terra, Elika rifiuterà l'offerta del Principe di fuggire in una città o in mare e lo abbandonerà per chiamare ciò che rimane della sua gente, gli Ahura. La saga prosegue in Prince of Persia: The Fallen King per Nintendo DS.

## Colonna sonora
La colonna sonora del gioco è stata composta da Inon Zur.